# Kurupt
Рікардо Еммануель Браун (англ. Ricardo Emmanuel Brown; нар. 23 листопада 1972), більш відомий під сценічним ім'ям Kurupt (Курапт) - американський репер і актор.

## Біографія
Рікардо народився у Філадельфії, Пенсільванія. У підлітковому віці переїхав до Каліфорнії, у південний Лос-Анджелес, де оселився в районі Креншо. До початку музичної кар'єри перебував у банді Rollin 60's Neighborhood Crips. Незабаром Kurupt почав робити собі ім'я на місцевій музичній сцені. Підписавши контракт з Death Row Records на початку 1990-х років, він брав участь у записі двох класичних альбомів імперії Death Row: The Chronic Dr. Dre та Doggystyle Snoop Dogg 'a. Також на Death Row Records Kurupt об'єднався з Dat Nigga Daz aka Daz Dillinger (справжнє ім'я Delmar Arnaud), разом вони створили групу під назвою Tha Dogg Pound. У 1995 році дует випустив альбом під назвою Dogg Food, який був проданий у кількості більш ніж два мільйони копій.

## Дискографія
| Студійні альбоми                          | Рік  |
| ----------------------------------------- | ---- |
| Kuruption!                                | 1998 |
| Tha Streetz Iz a Mutha                    | 1999 |
| Space Boogie: Smoke Oddessey              | 2001 |
| Against tha Grain                         | 2005 |
| Same Day, Different Shit                  | 2006 |
| Streetlights                              | 2010 |
|                                           |      |
| Спільні альбоми                           | Рік  |
| The Horsemen Project (разом з The HRSMN)  | 2003 |
| Digital Smoke (разом з J. Wells)          | 2007 |
| The Frank and Jess Story (разом з Roscoe) | 2008 |
| BlaQKout (разом з DJ Quik)                | 2009 |
| Tha Tekneek Files (разом з Roscoe)        | 2009 |
| We Got Now and Next (спільно Diirty OGz)  | 2011 |
| Компіляції                                | Рік  |
| Penagon Rydaz                             | 2011 |

## Фільмографія
| Рік  |    | Українська назва      | Оригінальна назва             | Роль                |
| ---- | -- | --------------------- | ----------------------------- | ------------------- |
| 2001 | ф  | Мийка                 | The Wash                      | маніяк              |
| 2002 | ф  | Ні живий, ні мертвий  | Half Past Dead                | Дерганий            |
| 2002 | ф  | Похмурий сум          | Dark Blue                     | Дерріл Орчард       |
| 2003 | ф  | —                     | Keepin’ It Real               | Роу-Ді              |
| 2003 | с  | Кримінальні перегони  | Fastlane                      | Феллон              |
| 2003 | ф  | Голлівудскі копи      | Hollywood Homicide            | Кей-Ро              |
| 2004 | ф  | —                     | I Accidentally Domed Your Son | Крего               |
| 2004 | ф  | Канікули Джонсонів    | Johnson Family Vacation       | в ролі самого себе  |
| 2005 | ф  | Брати по зброї        | Brothers in Arms              | Канзас              |
| 2006 | ф  | Позбавлена спадщини   | Cut Off                       | Джокер              |
| 2007 | ф  | Вампірський Вегас     | Vegas Vampires                | Ті Джи              |
| 2007 | в  | Ні живий ні мертвий 2 | Half Past Dead 2              | Дерганий            |
| 2008 | ф  | Під кайфом            | Loaded                        | Джиммі Дайсон       |
| 2008 | ф  | Злість                | Vice                          | Ті Джей Грін        |
| 2008 | ф  | Дні гніву             | Days of Wrath                 | Н/Д                 |
| 2009 | ф  | Один день з життя     | A Day in the Life             | вбивця              |
| 2010 | ф  | Пентхаус              | The Penthouse                 | незнайомець-хазяїн  |
| 2013 | вг | —                     | Grand Theft Auto V            | місцевий житель     |
| 2017 | ф  | —                     | The White Sistas              | Террі               |
| 2017 | с  | —                     | Grown Folks                   | Джо «Нормальні Очі» |
| 2018 | ф  | —                     | Bachelor Lions                | майстер Джи         |